# Paule Lavergne
Pour les articles homonymes, voir Lavergne.
Paule Lavergne, pseudonyme de Paule Dumur (née à Gajoubert le 16 mars 1897, morte à Bellac le 3 juillet 1984), est une écrivaine française.
Institutrice, puis directrice d'école dans la Haute-Vienne, elle a écrit des romans pour adultes, des recueils de contes de sa région natale, le Limousin, des poèmes et des livres pour enfants. Elle est la mère de l'acteur français Jacques Dumur.

## Biographie
Paule Lavergne est née le 16 mars 1897 à Sainte-Marie, faubourg de Champeaux, aujourd’hui commune de Gajoubert près de Mézières-sur-Issoire.
Après des études à l’école normale d’institutrices de Limoges, elle en sort diplômée en 1917. Elle commence sa carrière à Cieux, deux années, puis aux Courtioux de Darnac avant d’être nommée en 1920 à Mézières-sur-Issoire.
Sa première œuvre littéraire apparaît en 1925 avec La joie de l’été, puis apparaîtront en 1939 La Splendide Luppé et Printemps, aux éditions Gallimard qui restera le roman de sa carrière.
Quand elle prend sa retraite en 1957, elle se consacre à la littérature jeunesse avec comme personnages souvent des animaux, des insectes…
La poésie l’accompagnera tout au long de sa vie et par ses textes, on pénétrera peu à peu la vie intime de Paule Lavergne.
En parallèle, elle poursuit un travail d’équipe en retrouvant et transcrivant en français un important corpus d’histoires et de légendes. Elle a su préserver un patrimoine culturel dont elle avait le désir de le faire connaître, de partager son amour pour son pays avec ceux qui y vivent mais passent à côté sans rien ressentir «… Certains voient des choses où d’autres ne voient rien. »

## Œuvres

### Œuvres pour adultes
- La Joie de l'été, poèmes, Tablettes St Raphael, 1925
- Printemps, roman, Gallimard, 1939 (Présenté au prix Goncourt)
- Le  Maître, roman, Gallimard, 1942
- Escale sur la terre, poèmes, Rougerie, 1961
- La Mer, poèmes, Rougerie, 1963
- Troupeau des nuits, poèmes, Rougerie, 1964
- Matin à Roscoff, poèmes, Maison des intellectuels, 1965
- Le Collier de terre, roman, Promotion et édition (Prix Sully - Olivier de Serres 1967)
- Le Zodiaque et la Ville, poèmes, Millas-Martin, 1971
- Au bal de la vie, poèmes, Paragraphes littéraires, 1972
- Ombres chinoises, poèmes, Paragraphes littéraires, 1975
- Vacillantes chandelles, poèmes, Pour compte auteur, 1982

### Œuvres pour enfants
- Village couleur du temps, livre pédagogique (partie histoires), SD
- L'Enfant sous les charmes, Gallimard, 1946 (ill. Élie Lascaux)
- Le Roman de la fourmi, Hachette, 1950 (ill. Raylambert)
- Voyageurs du printemps, Magnard, 1963
- Demoiselle Minette, Magnard, 1966
- Le Roman de l'Abeille, Magnard, 1967
- La Fleur qui vole, Magnard, 1969
- Le Poisson d'or, Magnard, 1969
- Les Aventures de Jean le Sot, SELM, 1971
- Hirondelles, hérissons, campanules, Magnard, 1972
- La Grosse Pijassée, Magnard, 1973
- Sansonnet, Sansonnette, coauteur avec Marc Michon, Magnard, 1975
- Nez-Pointu hérisson, Magnard, 1977

### Recueils de contes
- La Splendide Luppé (compte d'auteur 1939, reéd. SUDEL, août 1957 collection « Jeunes »)
- Contes de l'Issoire, Rougerie, 1962
- Histoires et Légendes de Gajoubert, Dassagne, 1967
- Histoire de Mortemart, (partie légendes), Rougerie, fin années 60
- Récits de l'ancien temps, (Prix Lise Lamarre), 1969
- Les Aventures de Jean le Sot, Société d'ethnographie du Limousin, 1971

### Sources
- Nic Diament, Dictionnaire des écrivains français pour la jeunesse : 1914-1991, Paris, L'École des loisirs, 1993, 783 p. (ISBN 2-211-07125-2 et 978-2-211-07125-3)